# Мира Фурлан
Мира Фурлан (Загреб, ФНРЈ, 7. септембар 1955 — Лос Анђелес, САД, 20. јануар 2021) била је југословенска, хрватска и америчка глумица и певачица, која је живела у Лос Анђелесу. Од 1975. године играла је у многим филмовима и серијама југословенске продукције, од којих су најпознатији били Лепота порока и Отац на службеном путу.
У Сједињеним Државама је позната по улози амбасадорке Делен у телевизијској научно фантастичној серији Бабилон 5, као и по улози Данијел Русо у серији Изгубљени. Добитница је две Златне арене на Филмском фестивалу у Пули. Године 2010. објавила је збирку есеја под називом Тотална распродаја.

## Рани живот
Фурлан је рођена 7. септембра 1955. у интелектуалној и академској породици која је укључивала велики број универзитетских професора у Загребу, НР Хрватска, која је у то време била у саставу Југославије. Рођена је од мајке хрватске Јеврејке Бранке Вајл и оца словеначко-хрватског порекла Ивана Фурлана.
Као дете, Фурлан је био опседнута америчком рокенрол музиком. За глуму се заинтересовала још као тинејџерка.
Фурлан је дипломирала на Академији драмске уметности у Загребу и имала је универзитетску диплому у позоришту. Истовремено је похађала часове језика на факултету у Загребу, течно говорила енглески, немачки и француски.

## Каријера
Као чланица Хрватског народног казалишта играла у многим филмовима. Један од њих је био и Отац на службеном путу (1985) Емира Кустурице, који је освојио Златну палму на Канском филмском фестивалу. Осамдесетих година кратко је наступала за рок-бенд La Cinema. Запамћене су улоге у филмовима Киклоп (1982) Антуна Врдољака, У раљама живота (1984) и За срећу је потребно троје (1986) Рајка Грлића и у филму Лепота порока (1986) Живка Николића.
Крајем 1991. године Мира Фурлан и њен супруг емигрирали су из СФРЈ како би избегли политичке притиске и етничке тензије који су их пратили због кризе у којој се бивша држава налазила. Године 2002. вратила се после 11 година у Хрватску да би играла главну улогу у представи Радета Шербеџије. Супруг јој је филмски редитељ Горан Гајић који је, између осталог, режирао и Софоклову Антигону. Режирао је и епизоду Бабилона 5 у којој је Фурланова глумила. У задње време глумила је и у српским филмовима и серијама (Диши дубоко, Турнеја и Вратиће се роде). У Лос Анђелесу снимила је музички албум „Songs From Movies That Have Never Been Made“ (Песме из филмова који никад нису снимљени). Играла је лик Данијеле Русо у АБЦ-овој телевизијској серији Изгубљени. Повремено је писала колумну у сплитском магазину Ферал трибјун  и током 2020.године за портал Нова С.

## Приватни живот
Била је удата за режисера Горана Гајића, који је Србин, за ког се удала 1998. године. Имала је једно дете.
Фурлан је била активна у југословенском феминистичком покрету 1980-их.
Два пута месечно током касних 1980-их, Фурлан је путовала на посао у трајању од три сата између Загреба и Београда, где је био њен муж, да би глумила у позоришним представама у оба града. Након што је почео хрватски рат за независност 1991. године, отпуштена је у ХНК јер је одбила да напусти глуму у београдској позоришној продукцији. Јавна кампања клеветања која је уследила окренула је њене колеге и пријатеље против ње док је на своју секретарицу добијала претеће поруке. Фурлан је у то име написала јавно писмо у којем је изразила своје дубоко разочарење због понашања својих суграђана и колега и претњи националиста упућених њој. Пар је коначно отишао у новембру 1991. с оним што су могли да понесу и преселио се у Њујорк.

### Болест и смрт
Фурлан је умрла 20. јануара 2021. у свом дому у Лос Анђелесу. Имала је 65 година и патила је од компликација вируса Западног Нила. Након њене смрти, позоришни редитељ ХНК Ивица Буљан упутио је извињење у име позоришта због третмана Фурлан почетком 90-их. Недељу дана касније, хрватски недељник Глобус издао је још једно извињење због објављивања три фељтона који су нападали глумицу 1992. године и који су имали кључну улогу у јавној кампањи клевете.
Постхумно је њен супруг објавио књигу коју је писала пред смрт „Воли ме више од свега на свијету”.

## Филмографија
| Год.       | Назив                                    | Улога            |
| ---------- | ---------------------------------------- | ---------------- |
| 1970-е     |                                          |                  |
| 1975.      | Кнез                                     |                  |
| 1976.      | Њих троје                                |                  |
| 1977.      | Пријеђи ријеку ако можеш                 |                  |
| 1978.      | Истарска рапсодија                       | Кате             |
| 1979.      | Новинар                                  | Вера             |
| 1980-е     |                                          |                  |
| 1980.      | Пут у Кумровец                           |                  |
| 1981.      | Рано сазријевање Марка Ковача            |                  |
| 1981.      | Непокорени град                          | Зденка           |
| 1980−1981. | Вело мисто                               | Кате             |
| 1982.      | Киклоп                                   | Енка             |
| 1983.      | Дјечак и зец                             |                  |
| 1983.      | Престројавање                            |                  |
| 1983.      | Киклоп (ТВ серија)                       | Енка             |
| 1983.      | Писмо - Глава                            | Финка            |
| 1983.      | Дундо Мароје                             | Петруњела        |
| 1984.      | У раљама живота                          | Маријана         |
| 1984.      | Штефица Цвек у раљама живота (ТВ серија) |                  |
| 1984.      | Задарски мементо                         | Кармела          |
| 1985.      | То није мој живот, то је само привремено |                  |
| 1985.      | Хорватов избор                           | Ева              |
| 1985.      | Ћао инспекторе                           | Ружа             |
| 1985.      | Отац на службеном путу                   | Анкица Видмар    |
| 1985.      | Обиск                                    |                  |
| 1985.      | За срећу је потребно троје               | Зденка Робић     |
| 1986.      | Од злата јабука                          | Мирјана          |
| 1986.      | Лепота порока                            | Јаглика          |
| 1982−1986. | Смоговци                                 | Мира             |
| 1986.      | Путовање у Вучјак                        | Ева Хорватек     |
| 1986.      | Шпадијер један живот                     | Здравка          |
| 1987.      | Дом Бергманових                          | Лаура            |
| 1987.      | Осуђени                                  | Мира             |
| 1987.      | Љубави Бланке Колак                      | Бланка           |
| 1988.      | За сада без доброг наслова               | глумица          |
| 1988.      | Шпијун на штиклама                       | Весна Логан      |
| 1987−1988. | Вук Караџић                              | Петрија          |
| 1988.      | Пут на југ                               | Беси             |
| 1988.      | Браћа по матери                          | Вранка           |
| 1989.      | Полтрон                                  | Милена Крталић   |
| 1989.      | Бољи живот                               | Финка Пашалић    |
| 1989.      | Бункер Палас хотел                       |                  |
| 1989.      | Другарица министарка                     | Зденка           |
| 1990-е     |                                          |                  |
| 1990.      | Туђинац (мини серија)                    | Анђелија         |
| 1990.      | Стела                                    | Луција           |
| 1990.      | Глуви барут                              | Јања             |
| 1991.      | Сарајевске приче                         | Милена Газивода  |
| 1991.      | Видео јела, зелен бор                    | Јованка          |
| 1990−1991. | Бољи живот 2                             | Финка Пашалић    |
| 1993.      | Вавилон 5: окупљање                      | Делен            |
| 1995.      | My Antonia                               |                  |
| 1996.      | Black Kites                              |                  |
| 1997.      | Спајдермен                               |                  |
| 1998.      | Вавилон 5: на почетку                    | Делен            |
| 1998.      | Вавилон 5 - Трећи свемир                 | Делен            |
| 1994−1998. | Вавилон 5                                | Делен            |
| 2000-е     |                                          |                  |
| 2001.      | Шина                                     |                  |
| 2004.      | Диши дубоко                              | Лила             |
| 2006.      | Ноћни Сталкер                            | Марлин Шилдс     |
| 2007.      | Apology                                  | Жаклина Слејтман |
| 2004−2008. | Изгубљени (ТВ серија)                    | Данијел Русо     |
| 2008.      | Вратиће се роде                          | Јагода           |
| 2008.      | Турнеја                                  | Соња             |
| 2009.      | Гола кожа                                | Цица             |
| 2010-е     |                                          |                  |
| 2010.      | Циркус Колумбија                         | Луција           |
| 2010.      | Остављени                                | Цица             |
| 2013.      | Поново рођен                             | Велида           |
| 2013.      | Са мамом                                 | Јасна            |
| 2014.      | Seaburnes (филм)                         | Денис            |
| 2014.      | America, venim                           | Маја             |
| 2014.      | Elite: Dangerous                         | Чејс             |
| 2014.      | Lantern City                             | Марта Греј       |
| 2014.      | Für immer                                | Монтер оф Дејвид |
| 2015.      | Surviving me                             |                  |
| 2016.      | Uncharted 4                              |                  |
| 2016.      | Вере и завере (ТВ серија)                | Лизавета Рудић   |
| 2016–2017. | Just add Magic                           |                  |
| 2017.      | Hiba                                     | Хиба             |
| 2017.      | A royal Christmas ball                   |                  |
| 2018.      | The Art of Murder                        |                  |
| 2019.      | Variables                                |                  |
| 2020.      | The Just add Magic: Mystery City         |                  |
| 2020.      | Beyond Blue                              |                  |
| 2020.      | Mafia: Definitive Edition                |                  |
| 2020.      | Пред нама (филм)                         |                  |
| 2020.      | Space Command                            |                  |
| 2021.      | Burning and Both Ends                    |                  |

## Награде и признања
- Златна арена за најбољу споредну женску улогу на Филмском фестивалу у Пули за улогу у филму Киклоп, 1982. године
- Златна арена за најбољу главну женску улогу на Филмском фестивалу у Пули за улогу у филму Лепота порока, 1986. године.
- Награда Дубравко Дујшин, 1990. године
- Награда за најбољу женску улогу за The Abandoned - Балкански филмски фестивал, 2013. године